# Khudabagar
Khudabagar (nep. खुदाबगर) – gaun wikas samiti w zachodniej części Nepalu w strefie Lumbini w dystrykcie Rupandehi. Według nepalskiego spisu powszechnego z 2001 roku liczył on 605 gospodarstw domowych i 4593 mieszkańców (2272 kobiet i 2321 mężczyzn).